# Nounou
Nounou (griechisch ΝΟΥΝΟΥ) ist ein von FrieslandCampina produziertes Milchprodukt aus den Niederlanden, das ausschließlich in Griechenland angeboten wird.

## Hintergrund
Das Hauptprodukt besteht im Wesentlichen aus einem flüssigen Konzentrat aus haltbarer Milch und enthält auch Zucker. Angeboten wird es seit 1929 und ist ein fester Bestandteil vieler Gerichte der griechischen Küche. Nounou wird darüber hinaus auch als Brotaufstrich verzehrt, als Differenzierung zu anderen Produkten heißt es heute Nounou Sacharourcho (Nouou Zucker-enthaltend).
Der Name geht auf ein ursprünglich für den französischsprachigen Markt konzipiertes Produkt mit dem Namen La Nounou zurück, das die griechischen Streitkräfte bis in die 1920er Jahre von Friesland bezogen. Verkauft wird das Produkt in einer Dose mit Papiermanschette: Seit 1936 ist die Farbe des Logos blau. In der Werbung wird seit Beginn der Produktion mit der holländischen Herkunft des Produkts geworben. Die „kleine Holländerin“ auf der Dose ist seit 1929 unverändert und ein Charakteristikum. Nestlé zog mit dem Produkt „Gala Vlachas“ nach. In den 1980er Jahren wurde auch eine Light-Variante auf den Markt gebracht.
Unter dem Namen Nounou Family werden weitere Milchprodukte angeboten, aufgrund der Beliebtheit des Produkts lautet auch die Webpräsenz von FrieslandCampina Hellas nounou.gr.